# East Carbon
East Carbon is een plaats (city) in de Amerikaanse staat Utah, en valt bestuurlijk gezien onder Carbon County.

## Demografie
Bij de volkstelling in 2000 werd het aantal inwoners vastgesteld op 1393.
In 2006 is het aantal inwoners door het United States Census Bureau geschat op 1280, een daling van 113 (-8,1%).

## Geografie
Volgens het United States Census Bureau beslaat de plaats een oppervlakte van
23,1 km², geheel bestaande uit land.

## Plaatsen in de nabije omgeving
De onderstaande figuur toont nabijgelegen plaatsen in een straal van 40 km rond East Carbon.